# Kalifornisk kryddbuske

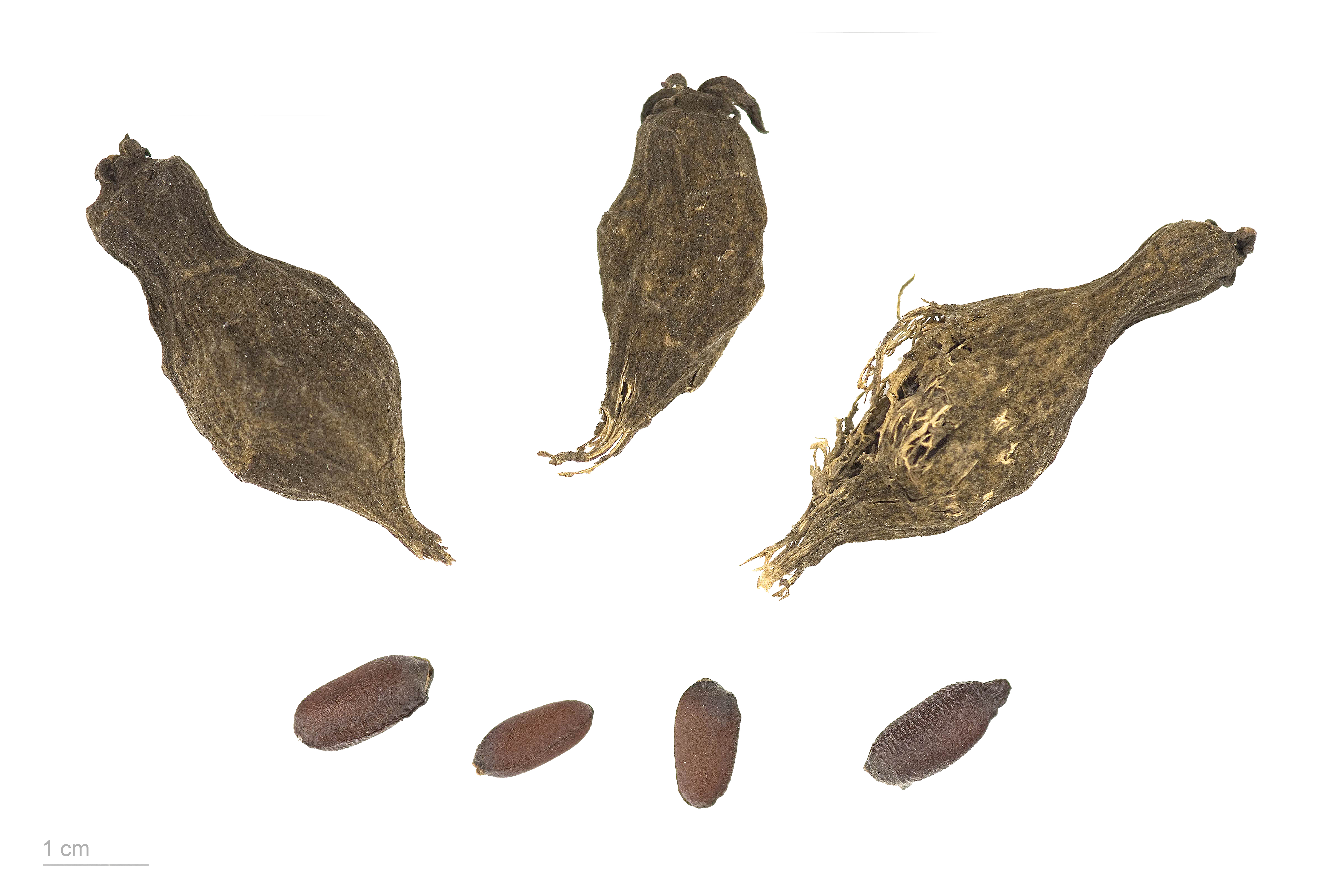
Chimonanthus praecox

Kalifornisk kryddbuske (Calycanthus occidentalis) är en art i familjen Kryddbuskeväxter från Kalifornien i USA. Arten förväntas inte vara härdig i Sverige.
Arten bildar upprätta buskar till tre meter eller mer, de har doftande ved. Bladskaften täcke inte knopparna. Bladen är elliptiska till äggrunda, med spetsig spets och rundad eller nästan hjärtlik bas. Blommorna är purpurbruna, ofta med ljusbruna spetsar, de kommer ensamma och är vanligen toppställda i grenspetsarna. De blir 5-7 cm i diameter och är doftande. Hyllebladen är ludna på utsidorna. Frukthöljet är klocklik runt själva frukterna, som i sig är nötter.
Den kaliforniska kryddbusken skiljs från sin östliga släkting kryddbuske (C. floridus) genom sina exponerade knoppar och det klocklika frukthöljet. Kryddbusken har täckta knoppar och urnformat frukthölje.

## Synonymer
För vetenskapliga synonymer, se Wikispecies.